# Etienne Vervoort
Etienne Vervoort (8 maart 1955 - 3 juli 2016) was een Vlaams televisieregisseur. Hij is vooral bekend als regisseur van F.C. De Kampioenen.

## Carrière
Hij werkte als regisseur mee aan volgende producties:
- F.C. De Kampioenen (1999-2007)
- Flikken (2008)

Naast televisiewerk houdt Vervoort zich ook bezig met het regisseren van theaterstukken. 
In 2005 schreef hij de tekst voor het trouwlied van Bieke Crucke en Marc Vertongen in F.C. De Kampioenen. Voor de aflevering "Love boat" uit reeks 17 was hij naast regisseur ook script-editor, samen met Bart Cooreman.